# Hyderabad, Uttar Pradesh
Hyderabad là một thị xã và là một nagar panchayat của quận Unnao thuộc bang Uttar Pradesh, Ấn Độ.

## Nhân khẩu
Theo điều tra dân số năm 2001 của Ấn Độ, Hyderabad có dân số 6937 người. Phái nam chiếm 52% tổng số dân và phái nữ chiếm 48%. Hyderabad có tỷ lệ 44% biết đọc biết viết, thấp hơn tỷ lệ trung bình toàn quốc là 59,5%: tỷ lệ cho phái nam là 53%, và tỷ lệ cho phái nữ là 35%. Tại Hyderabad, 17% dân số nhỏ hơn 6 tuổi.